# Rareș Bogdan

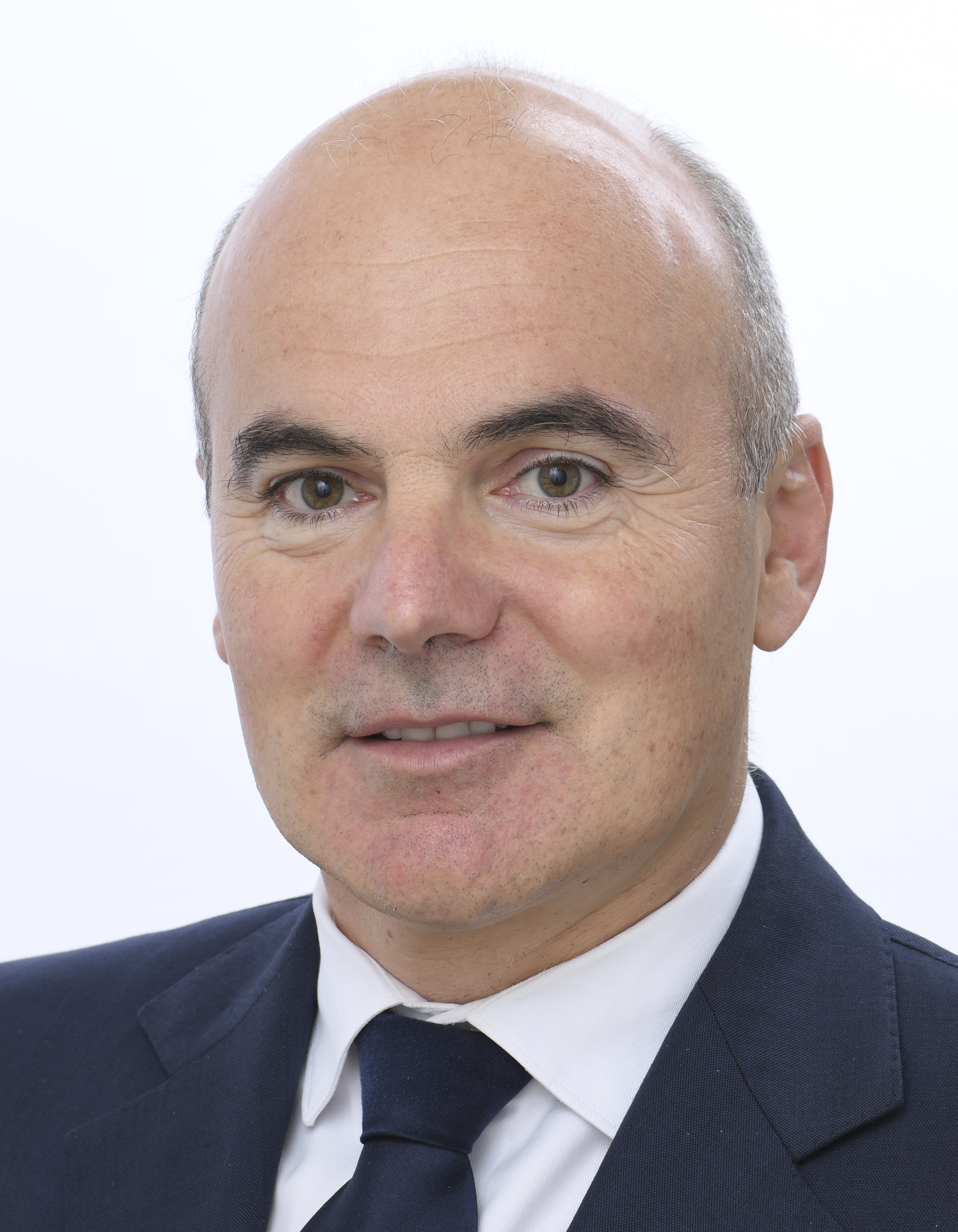
Rareș Bogdan (2024)

Rareș Bogdan (* 17. September 1974 in Ocna Mureș, Kreis Alba) ist ein rumänischer Politiker, der seit 2019 für die Partidul Național Liberal Mitglied des Europäischen Parlaments für Rumänien ist. Er war der Vorsitzende der Wahlliste der Nationalliberalen Partei für die Wahlen 2019. Bogdan gehört der Fraktion der Europäischen Volkspartei (EVP) an. Er ist in der 10. Legislaturperiode (2024–2029) stellvertretender Vorsitzender im Ausschuss für auswärtige Angelegenheiten, Mitglied im Ausschuss für bürgerliche Freiheiten, Justiz und Inneres sowie stellvertretendes Mitglied im Ausschuss für Kultur und Bildung und im Petitionsausschuss.